# Sant’Eusanio Forconese
Sant’Eusanio Forconese – miejscowość i gmina we Włoszech, w regionie Abruzja, w prowincji L’Aquila.
Według danych na rok 2004 gminę zamieszkiwały 443 osoby, 63,3 os./km².